# Włodzimierz Bełcikowski
Włodzimierz Bełcikowski (ur. 1874 w Owsijówce na Podolu, zm. ?) – polski pisarz.
Jednym z nielicznych zachowanych faktów z jego biografii jest to, że studiował w Odessie i Krakowie. W powieściach W walce ze złotym smokiem i Tajemnica wiecznego życia autor wykorzystywał elementy parapsychologii oraz przestrzegał przed postępem technicznym mającym „osłabić rozwój duchowy ludzkości”. Są one uznawane za przykład polskiej literatury popularnej okresu międzywojennego o charakterze scjentyficznym.

## Wybrana twórczość[1]
- Psychian. Piotr Skarga (dramat)
- Książę Poniatowski. Samo słońce
- Współczesna literatura polska Wilhelma Feldmana
- Lew Tołstoj. O monsalwacie. Dwie cywilizacje
- W walce ze złotym smokiem (Warszawa: Biblioteka Domu Polskiego, 1925; Warszawa: Instytut Wydawniczy Związków Zawodowych, 1985)
- Tajemnica wiecznego życia (Warszawa: Biblioteka Domu Polskiego, 1926; Warszawa: Instytut Wydawniczy Związków Zawodowych, 1984)